# Elmomorphus gressitti
Elmomorphus gressitti is een keversoort uit de familie ruighaarkevers (Dryopidae). De wetenschappelijke naam van de soort werd in 1973 gepubliceerd door Satô.